# Hounslow West
Hounslow West è una stazione della metropolitana di Londra che si trova sulla diramazione per Heathrow della linea Piccadilly.

## Storia

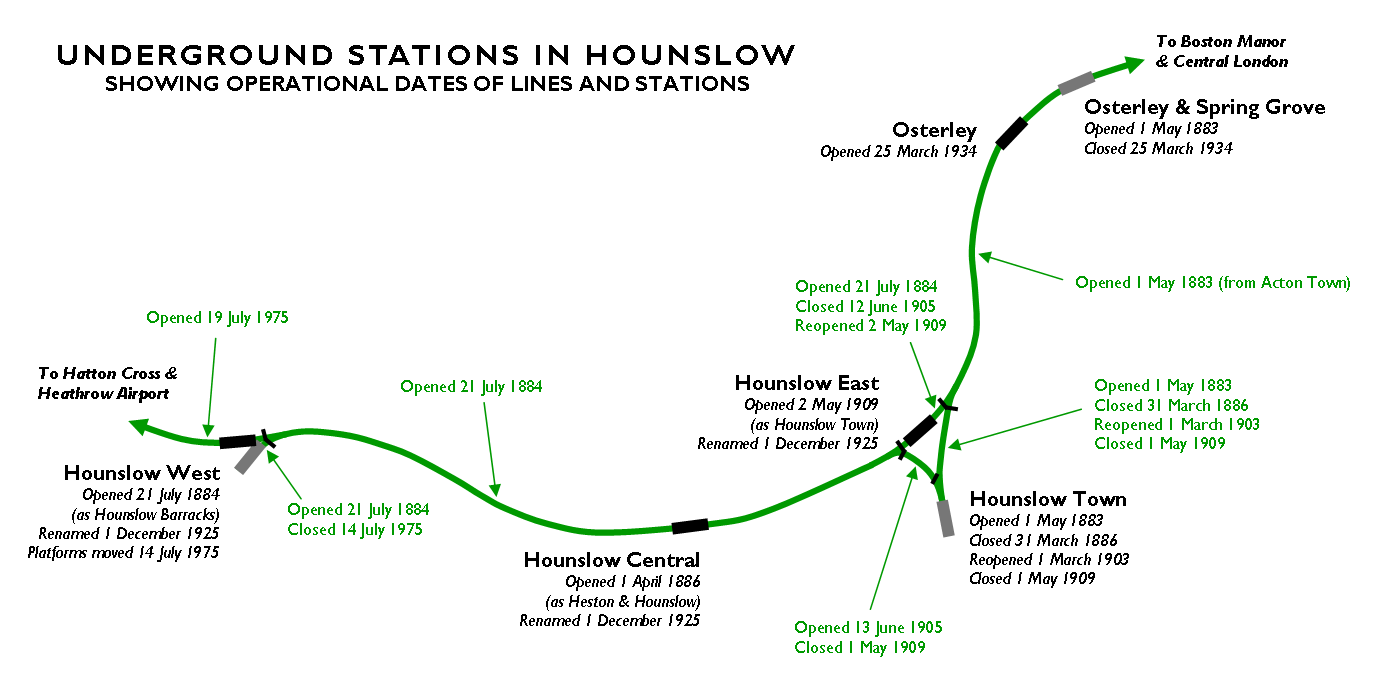
Mappa con le date operative di linee e stazioni a Hounslow.

La stazione è stata aperta dalla District Railway (DR, oggi la linea District) il 21 luglio 1884, con il nome di Hounslow Barracks in riferimento alle caserme della cavalleria (Cavalry Barracks) situate nella vicina Beavers Lane. Era il capolinea della diramazione della District Railway verso la stazione, oggi soppressa, di Hounslow Town.
La stazione viene citata nella biografia My Early Life di Winston Churchill, il quale ricorda dei suoi viaggi settimanali alla stazione di Hounslow Barracks partendo dalla casa di sua madre a Knightsbridge intorno al 1896.
La stazione è stata rinominata Houslow West nel 1925, e nel 1931 l'edificio è stato ricostruito dall'architetto Stanley Heaps e da Charles Holden.
Il servizio della linea Piccadilly è stato esteso alla stazione il 19 marzo 1933, coesistendo al servizio della linea District fino alla cessazione di quest'ultimo il 9 ottobre 1964.

### Estensione della linea Piccadilly verso Heathrow
Nei primi anni 70 sono cominciati i lavori di estensione della linea Piccadilly da Hounslow West verso Heathrow. Due nuovi binari sono stati costruiti in trincea coperta vicino ai binari esistenti, con un nuovo allineamento per consentire la prosecuzione del tracciato in direzione ovest. Le nuove piattaforme si trovano a nord di quelle già esistenti, e un passaggio coperto è stato costruito per collegarle con l'edificio della stazione del 1931, che è stato mantenuto. Le nuove piattaforme e i nuovi binari sono entrati in utilizzo il 14 luglio 1975 e il prolungamento della linea Piccadilly fino a Hatton Cross è stato aperto il 19 luglio 1975.. Le vecchie piattaforme sono state interrate e il parcheggio della stazione è stato costruito sopra di esse.

## Strutture e impianti
La stazione di Hounslow West ha 2 binari, sorge lungo Bath Road (A3006) ed è compresa nella Travelcard Zone 5.

## Interscambi
Nelle vicinanze della stazione effettuano fermata alcune linee automobilistiche urbane, gestite da London Buses.
- Fermata autobus

## Galleria d'immagini

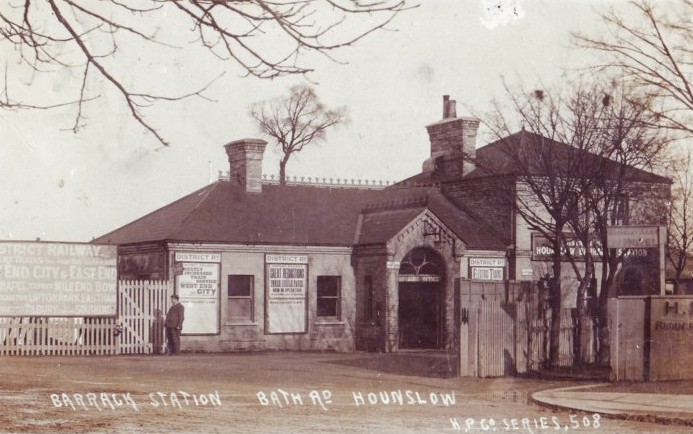
L'edificio originale della stazione nei primi del '900
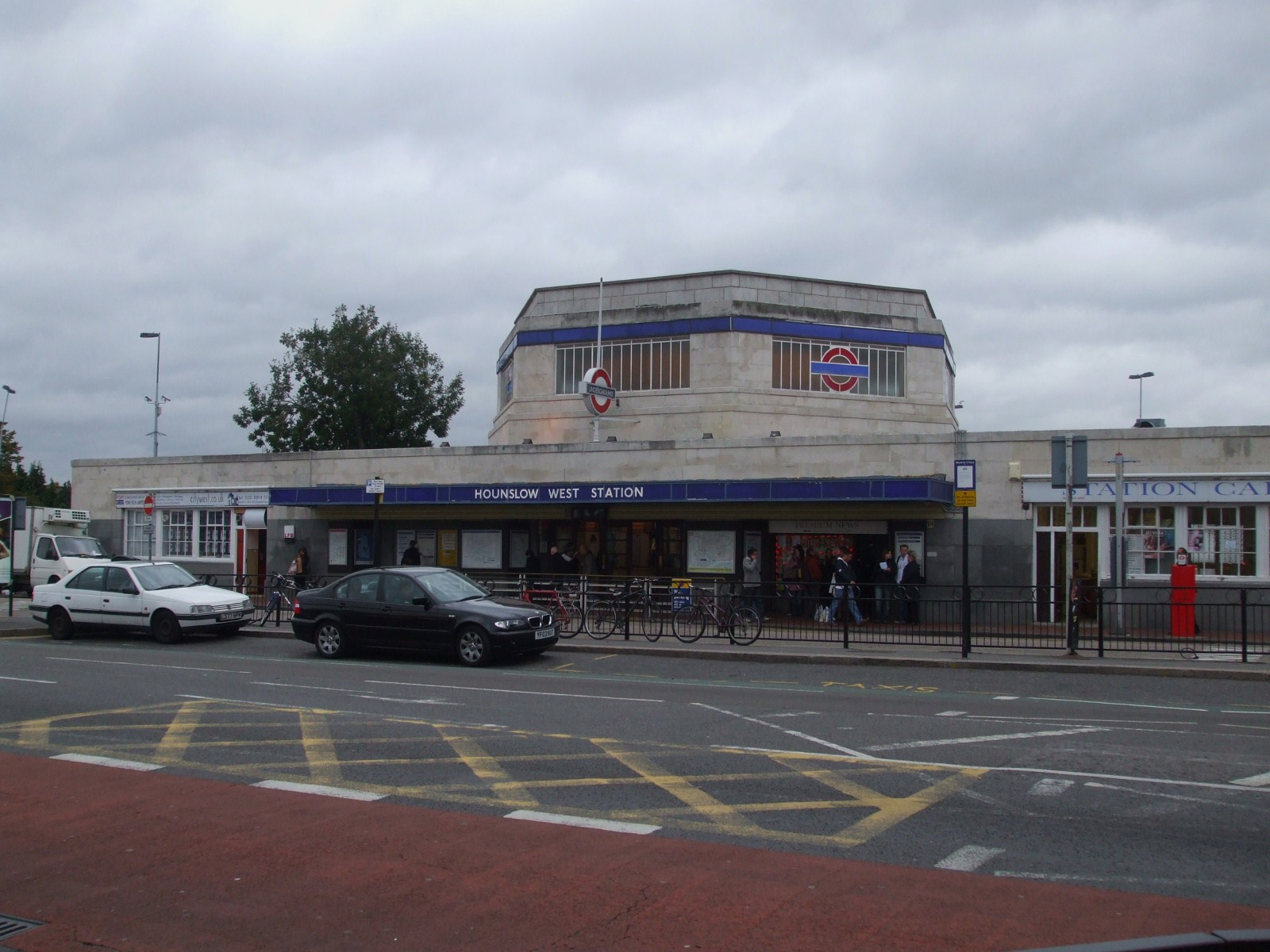
L'attuale edificio della stazione di Hounslow West, mantenuto anche dopo l'interramento dei binari
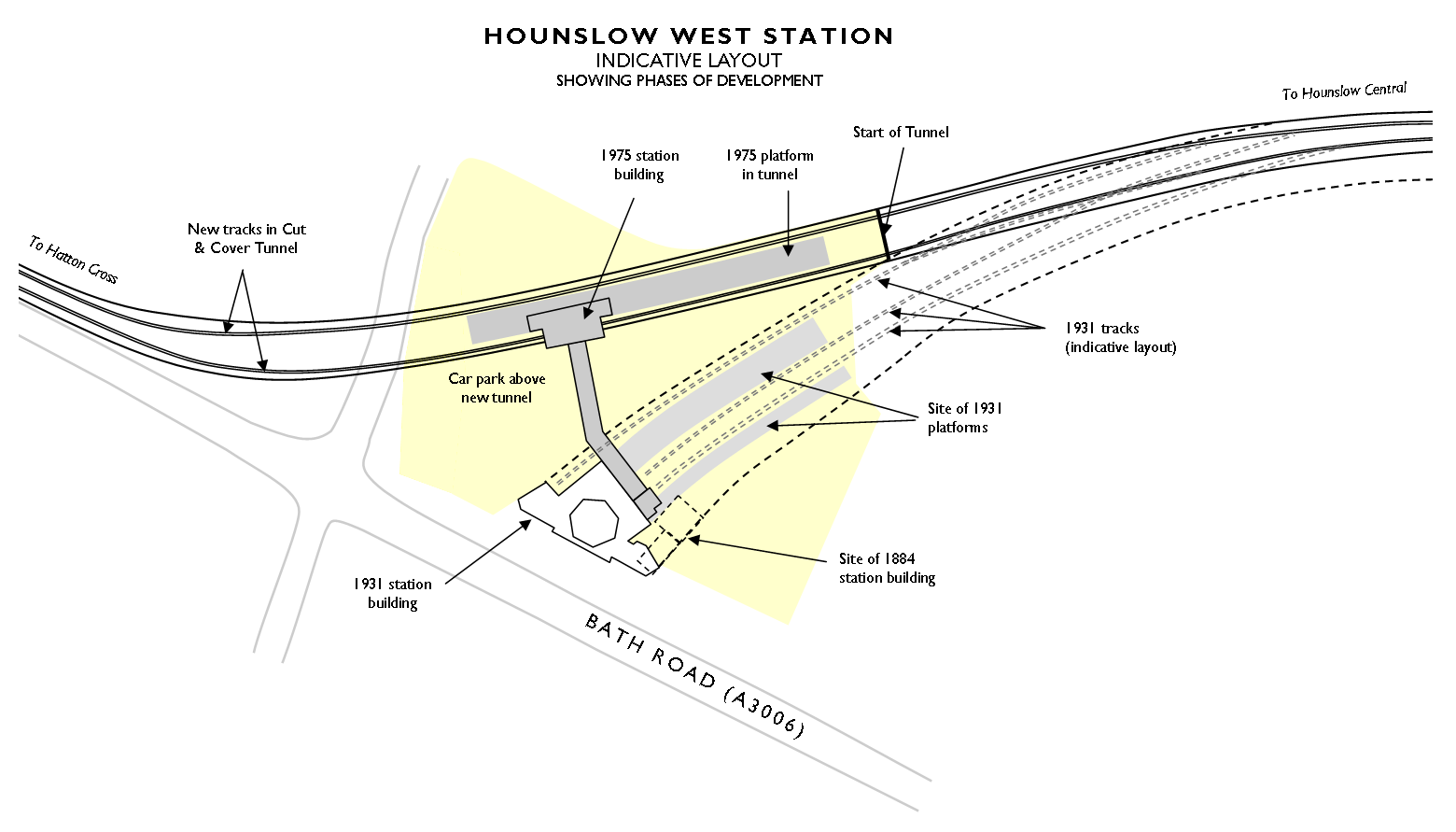
Layout indicativo della stazione di Hounslow West
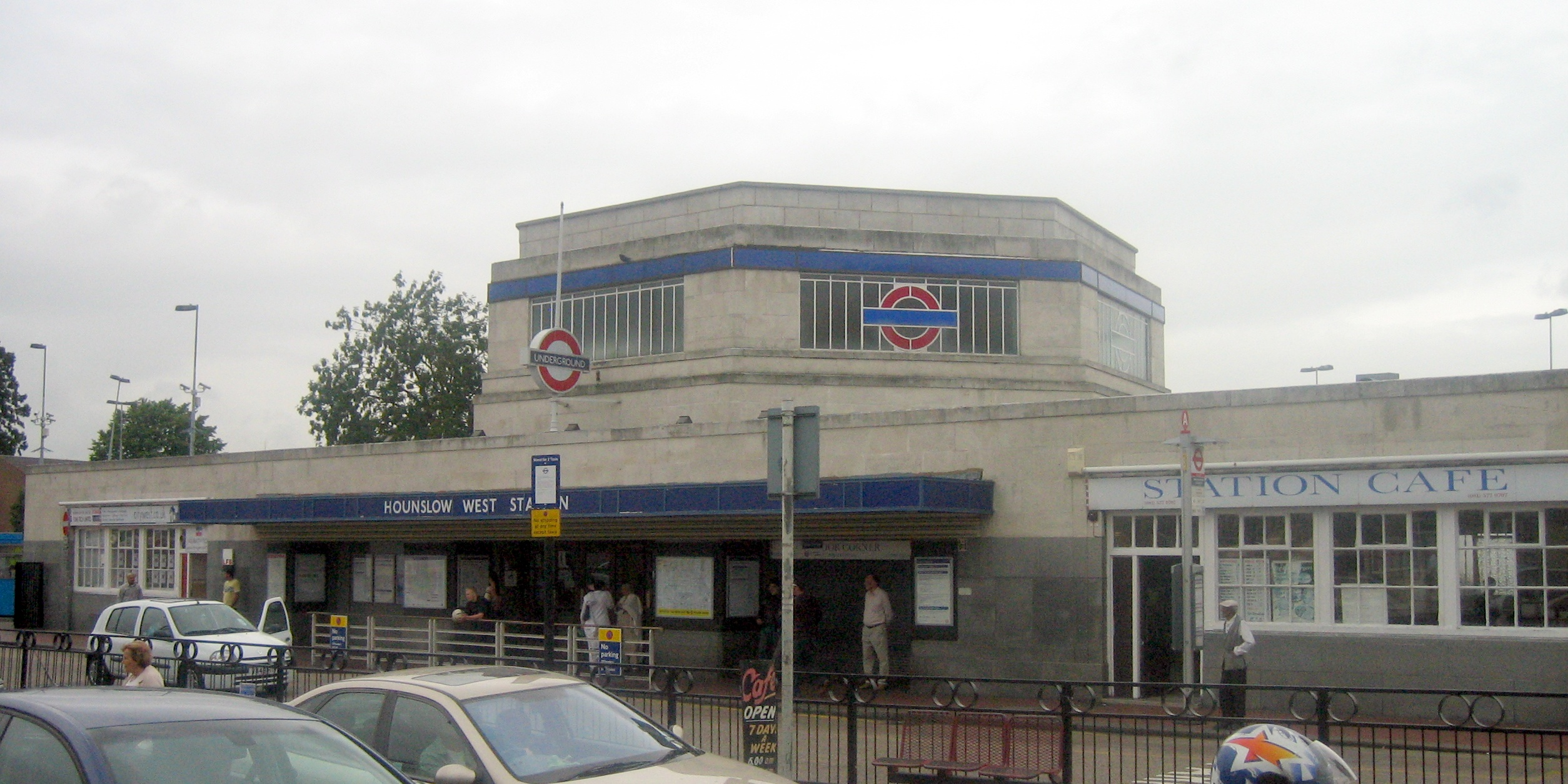
La stazione, vista da Bath road
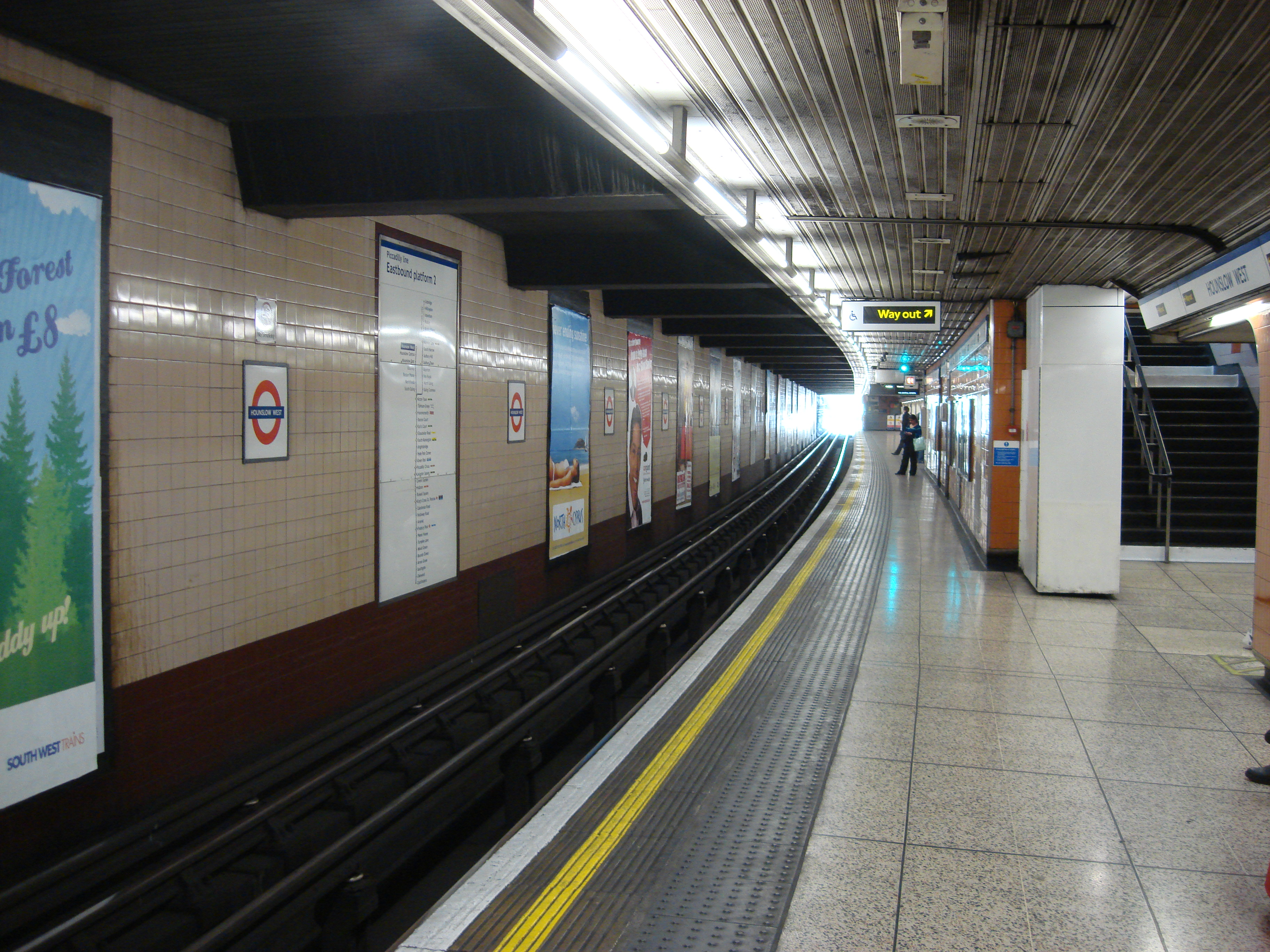
Binario est della stazione
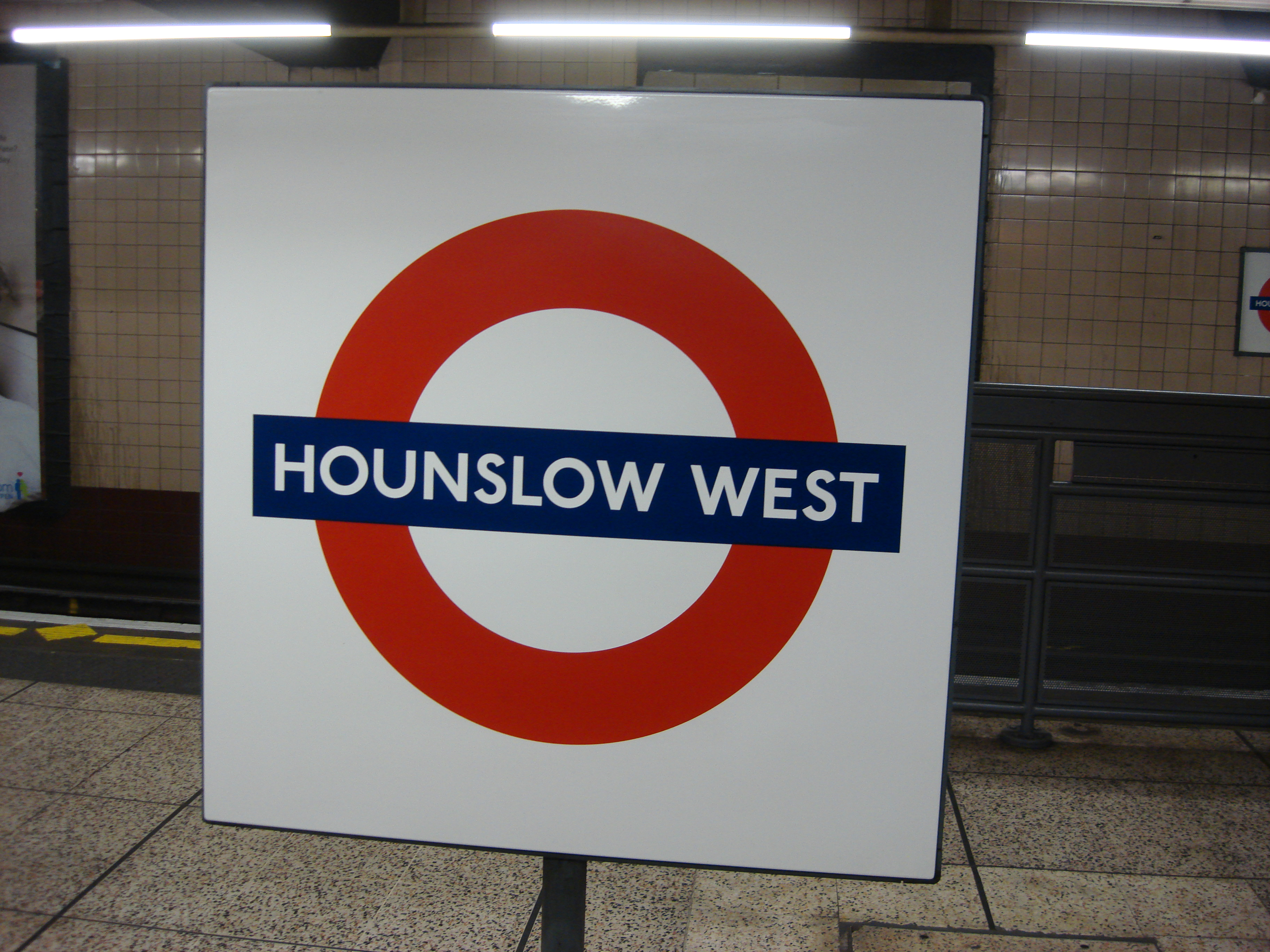
Il nome della stazione sul logo della metropolitana di Londra